# Gunther Burghagen
Gunther Burghagen (* 14. Juli 1965 in Frankfurt am Main) ist ein deutscher Autor und Fernsehproduzent.

## Leben
Burghagen wuchs bei und in Frankfurt am Main auf und studierte nach dem Abitur an der Johann Wolfgang Goethe-Universität Frankfurt am Main Germanistik, Theater-, Film- und Fernsehwissenschaften und Romanistik. Das Studium schloss er als Magister ab. Neben dem Studium arbeitete er in Frankfurt am Main für die Agentur IPA plus und in München und Köln für RTL.
Ab Dezember 1994 arbeitete Gunther Burghagen unter Frank Berners und Marc Conrad als Planungsredakteur in der Filmredaktion von RTL Television. 1995 übernahm er die Leitung der Redaktion und war für die gesamte Film- und Movieplanung verantwortlich. Später kam noch die Verantwortung des Filmeinkaufes, wie des nationalen Vertriebes hinzu. Ab 1999 übernahm er zunächst zusätzlich die Aufgabe der Leitung der Sitcom-Redaktion. Diese leitete er zehn Jahre und war unter anderem verantwortlich für Das Amt, Die Camper, Nikola, Alles Atze, Was guckst du?!, Trautes Heim, Kalle kocht, Nicht von dieser Welt, Kinder, Kinder, Der Lehrer sowie der Entwicklung und Pilotierung der Show Was guckst du?!. Während seiner Zeit bei RTL und darüber hinaus begleitete und unterstützte er aktiv die ersten Schritte vieler späterer TV-Größen. U.a. Atze Schröder (Alles Atze); Kaya Yanar (Was guckst du?!); Carolin Kebekus (Kinder, Kinder); David Safier (Das Amt); Bora Dagtekin (Zivis); u.v.m.
Seit 2010 ist er freier Produzent, Autor und Producer. Im Juli 2010 gründete er die buffo Unterhaltungs GmbH in Köln. Neben zahlreichen Entwicklungen (Movie, Serie, Sitcom, Show) gewann er hier im Rahmen des ZDFneo-Labs den Pitch und produzierte die Show Sieh’s mal wie ein Promi mit David Werker.
Seit November 2012 arbeitet Burghagen wieder als freier Autor, Producer und Produzent. Im Sommer 2013 war er Gastdozent am Institut für Medienkultur und Theater an der Universität zu Köln.
Am 14. April 2017 wurde der von ihm produzierte TV-Film Ein Schnupfen hätte auch gereicht mit Anna Schudt, Regie: Christine Hartmann nach dem gleichnamigen Buch von Gaby Köster und Till Hoheneder auf RTL ausgestrahlt. Für ihre Rolle als Gaby Köster gewann Anna Schudt den International Emmy Award 2018 als beste Schauspielerin.
Für die UFA entwickelte er als Producer die Serie Das Pubertier nach der Vorlage von Jan Weiler. Im Herbst 2017 wurden die 6 Folgen im ZDF ausgestrahlt.
Im Dezember 2013 erschien sein erstes Buch: „111 Gründe, Eintracht Frankfurt zu lieben“ im Schwarzkopf & Schwarzkopf Verlag.
Burghagen ist verheiratet mit der Journalistin und Yogalehrerin Nina Schimmelpfeng-Burghagen. Sie haben zwei Töchter und leben in Köln.

## Auszeichnungen
Für Nikola
- 1997 – Rose von Montreux Unda Spezial-Preis
- 1998 – Adolf-Grimme-Preis im Wettbewerb Serie/Miniserie
- 2005 – Deutscher Fernsehpreis Beste Sitcom

Für Alles Atze
- 2003 – Deutscher Fernsehpreis Beste Sitcom
- 2003 – Deutscher Comedypreis Beste Sitcom
- 2005 – Deutscher Comedypreis Beste Sitcom

Für Kinder, Kinder
- 2007 – Deutscher Comedypreis Beste Sitcom

Für Der Lehrer
- 2009 – Deutscher Fernsehpreis Beste Serie